# Vụ Khoa học và Công nghệ các ngành kinh tế - kỹ thuật (Việt Nam)
Vụ Khoa học kỹ thuật và công nghệ là cơ quan trực thuộc Bộ Khoa học và Công nghệ, có chức năng tham mưu, giúp Bộ trưởng thực hiện quản lý nhà nước về hoạt động nghiên cứu khoa học, ứng dụng và phát triển công nghệ trong các lĩnh vực: khoa học kỹ thuật và công nghệ, khoa học y - dược, khoa học nông nghiệp, công nghệ cao, công nghệ chiến lược và các lĩnh vực khác được Bộ trưởng giao.
Chức năng, nhiệm vụ, quyền hạn và cơ cấu tổ chức của Vụ Khoa học kỹ thuật và công nghệ được quy định tại Quyết định số 147/QĐ-BKHCN ngày 03 tháng 3 năm 2025 của Bộ trưởng Bộ Khoa học và Công nghệ.

## Lãnh đạo Vụ[2]
- Vụ trưởng: Đàm Bạch Dương
- Phó Vụ trưởng:

1. Nguyễn Phú Hùng
2. Nguyễn Tiến Tài
3. Lưu Quang Minh
4. Trần Anh Tú
5. Nguyễn Lê Hùng
6. Hoàng Anh Tú
7. Lý Hoàng Tùng

## Các lĩnh vực do Vụ quản lý
- Khoa học kỹ thuật và công nghệ
- Khoa học y - dược
- Khoa học nông nghiệp
- Công nghệ cao
- Công nghệ chiến lược
- Các lĩnh vực khác được Bộ trưởng giao

## Danh sách các đầu mối kế hoạch khoa học và công nghệ do Vụ theo dõi, quản lý
Theo Danh sách các đầu mối kế hoạch ban hành kèm Quyết định 1101/QĐ-BKHCN ngày 27 tháng 4 năm 2018 của Bộ trưởng Bộ Khoa học và Công nghệ, Vụ Khoa học kỹ thuật và công nghệ theo dõi, quản lý các đầu mối:
- Bộ Công an
- Bộ Quốc phòng
- Bộ Công Thương
- Bộ Nông nghiệp và Môi trường
- Bộ Xây dựng
- Bộ Y tế
- Thông tấn xã Việt Nam
- Đài Truyền hình Việt Nam
- Đài Tiếng nói Việt Nam
- Ngân hàng Nhà nước Việt Nam
- Tổng Liên đoàn Lao động Việt Nam
- Hội Nông dân Việt Nam
- Liên minh Hợp tác xã Việt Nam